# Ставка
Ставка е названието на руското главно командване през Първата и на съветското през Втората световна война. Терминът може да се отнася както за персонала, така и за мястото. Това не е акроним, а староруско название за „палатка“.